# Swammerdamella araia
Swammerdamella araia är en tvåvingeart som beskrevs av Cook 1971. Swammerdamella araia ingår i släktet Swammerdamella och familjen dyngmyggor. Inga underarter finns listade i Catalogue of Life.